# Monsieur le président-directeur général
Pour plus de détails, voir Fiche technique et Distribution.
Monsieur le Président-directeur général est une comédie française réalisée par Jean Girault en 1966.

## Synopsis
Abel T. Léonard (Michel Galabru), directeur général de Glacéco, une multinationale de réfrigérateurs, se rend à Paris en compagnie de sa secrétaire pour y désigner le futur vice-président européen de sa société. Parmi les candidats venus d'Italie, d'Angleterre et d'Allemagne se trouve le français Denis Bonneval (Pierre Mondy). 
Pour l'influencer, ce dernier invite Abel et sa secrétaire ainsi que les autres concurrents dans sa maison de campagne. Le même jour, Thérèse (Jacqueline Maillan), son épouse, avocate en manque de clients, accepte la défense du tueur Stéphane Brévin (Claude Rich), accusé d'avoir étranglé onze personnes. Le meurtrier prépare son procès chez les Bonneval qui le font passer pour le secrétaire de Thérèse...

## Fiche technique
- Titre : Monsieur le Président-directeur général
- Autre titre : Appelez-moi Maître
- Réalisation : Jean Girault, assisté de Fabien Collin et Tony Aboyantz
- Scénario : Jean Girault, Jacques Vilfrid
- Dialogues : Jacques Vilfrid
- Décors : Sydney Bettex
- Photographie : Edmond Séchan
- Son : René Sarazin
- Monteur : Jean-Michel Gautier
- Musique : Raymond Lefèvre
- Sociétés de production : Story Films, Les Films Copernic
- Producteur : Maurice Jacquin
- Directeur de la production : Ralph Baum
- Année : 1966
- Durée : 85 minutes
- Genre : Comédie
- Date de sortie : 
  - France - 16 décembre 1966

## Distribution
- Claude Rich : Stéphane Brévin
- Jacqueline Maillan : Thérèse Bonneval
- Pierre Mondy : Denis Bonneval
- Christian Marin : William
- Michel Galabru : Abel T. Léonard
- Maria Machado : Béatrice, la secrétaire de Léonard
- Daniel Ceccaldi : Calfarelli
- Tommy Duggan : Cunnington
- Albert Augier : Frazer
- France Rumilly : La bonne
- Romain Bouteille : Modeste Vigoureux
- Paul Préboist : L'adjudant
- Bernard Charlan : Le garde-chasse
- Jacques Martin : Un garde mobile
- Dominique Zardi : Un garde mobile
- Robert Rollis
- Jean Ozenne
- Pierre Tornade : L'adjudant de Gendarmerie
- Yves Eliott
- Maja Harfani : Corinne
- Pierre Paulet
- Jean Valmence
- Louis Viret

## Autour du film
- Box-office : 2 439 614 entrées en France, dont 237 792 à Paris et en banlieue[1].